# Elecciones generales de India de 1962
Las elecciones generales indias de 1962 eligieron al 3.º Lok Sabha de la India y se llevaron a cabo del 19 al 25 de febrero. A diferencia de las dos elecciones anteriores, pero como en todas las elecciones posteriores, cada circunscripción eligió a un solo miembro.
Jawaharlal Nehru obtuvo otra victoria aplastante en su tercera y última campaña electoral. El Congreso Nacional Indio obtuvo el 44,7% de los votos y obtuvo 361 de los 494 escaños. Esto fue solo un poco más bajo que en las dos elecciones anteriores y todavía tenían más del 70% de los escaños en el Lok Sabha.

## Resultados
| Lok Sabha 1962 Participación: 55.42%       | Lok Sabha 1962 Participación: 55.42% | %     | Gana (total 494) |
| ------------------------------------------ | ------------------------------------ | ----- | ---------------- |
| Bharatiya Jana Sangh                       | BJS                                  | 6.44  | 14               |
| Partido Comunista de la India              | CPI                                  | 9.94  | 29               |
| Congreso Nacional Indio                    | INC                                  | 44.72 | 361              |
| Praja Socialist Party                      | PSP                                  | 6.81  | 12               |
| Partido Socialista de la India             | SSP                                  | 2.69  | 6                |
| Swatantra Party                            | SP                                   | 7.89  | 18               |
| Akali Dal                                  | AD                                   | 0.72  | 3                |
| Akhil Bharatiya Hindu Mahasabha            | ABHM                                 | 0.65  | 1                |
| Akhil Bharatiya Ram Rajya Parishad         | RRP                                  | 0.6   | 2                |
| All India Forward Bloc                     | AIFB                                 | 0.72  | 2                |
| All Party Hill Leaders Conference          | APHLC                                | 0.08  | 1                |
| Chota Nagpur Santhal Parganas Janata Party | CNSPJP                               | 0.41  | 3                |
| Dravida Munnetra Kazhagam                  | DMK                                  | 2.01  | 7                |
| Ganatantra Parishad                        | GP                                   | 0.3   | 4                |
| Liga Musulmana de la Unión India           | IUML                                 | 0.36  | 2                |
| Campesinos y Trabajadores de India         | PWPI                                 | 0.1   | 0                |
| Partido Republicano de la India            | RPI                                  | 2.83  | 3                |
| Haryana Lok Samiti                         | HLS                                  | 0.1   | 1                |
| Lok Sevak Sangh                            | LSS                                  | 0.24  | 2                |
| Nutan Maha Gujarat Janata Parishad         | NMGJP                                | 0.17  | 1                |
| Partido Revolucionario Socialista          | RSP                                  | 0.39  | 2                |
| Independientes                             | -                                    | 11.05 | 20               |
| Angloindios                                | -                                    | -     | 2                |